# Řád přátelství (Ázerbájdžán)
Řád přátelství nebo Řád Dostluq (ázerbájdžánsky: «Dostluq» Ordeni) je státní vyznamenání Ázerbájdžánské republiky založené v roce 2007. Udílen je občanům Ázerbájdžánu i cizím státním příslušníkům za přínos při rozvoji přátelství, spolupráce a míru.

## Historie
Řád byl založen Zákonem č. 248-IIIQ O zřízení řádů cti a přátelství Ázerbájdžánské republiky ze dne 16. února 2007, který schválilo Národní shromáždění Ázerbájdžánské republiky. Zákon ratifikoval prezident republiky Ilham Alijev. V době založení byl druhým nejnižším z osmi ázerbájdžánských řádů a od roku 2017 je třetím nejnižším řádem Ázerbájdžánu.
K drobné revizi došlo na základě Vyhlášky č. 84 ze dne 25. listopadu 2013.

## Pravidla udílení
Řád je udílen občanům Ázerbájdžánské republiky i cizím státním příslušníkům. Udílen je za zvláštní přínos k rozvoji přátelských, hospodářských a kulturních vztahů mezi Ázerbájdžánem a cizími státy, za zvláštní přínos k posílení mezinárodního přátelství, za zvláštní přínos k budování konstruktivních vztahů mezi civilizacemi a pokračování dialogu mezi kulturami a také za přínos k ustanovení míru a stability napříč zeměmi, oblastmi a celým světem.

## Insignie
Řádový odznak má tvar zlaté osmicípé hvězdy s ostrými hroty. Uprostřed je kulatý medailon s dvojicí křídel omotaných kolem platinové zeměkoule. Zadní strana je hladká s vyrytým sériovým číslem řádu.
Stuha se skládá ze tří stejně širokých pruhů v barvě modré, červené a zelené, které odpovídají barvám státní vlajky.
Mezi řádové insignie patří přívěsek na krk, který je zavěšen na stuze široké 23 mm v barvách státní vlajky Ázerbájdžánu. Velikost řádového odznaku je v tomto případě 50 mm. Další insignií je medaile, kterou tvoří řádový odznak zavěšený na stuze široké 37 mm a vysoké 50 mm, která se nosí na levé straně hrudníku. Horní část stuhy je připevněna ke zlaté destičce o šířce 40  mm a výšce 5 mm. V tomto případě je velikost odznaku 35 mm. Poslední insignií je stužka v řádových barvách o šířce 17 mm.